# Aert de Gelder

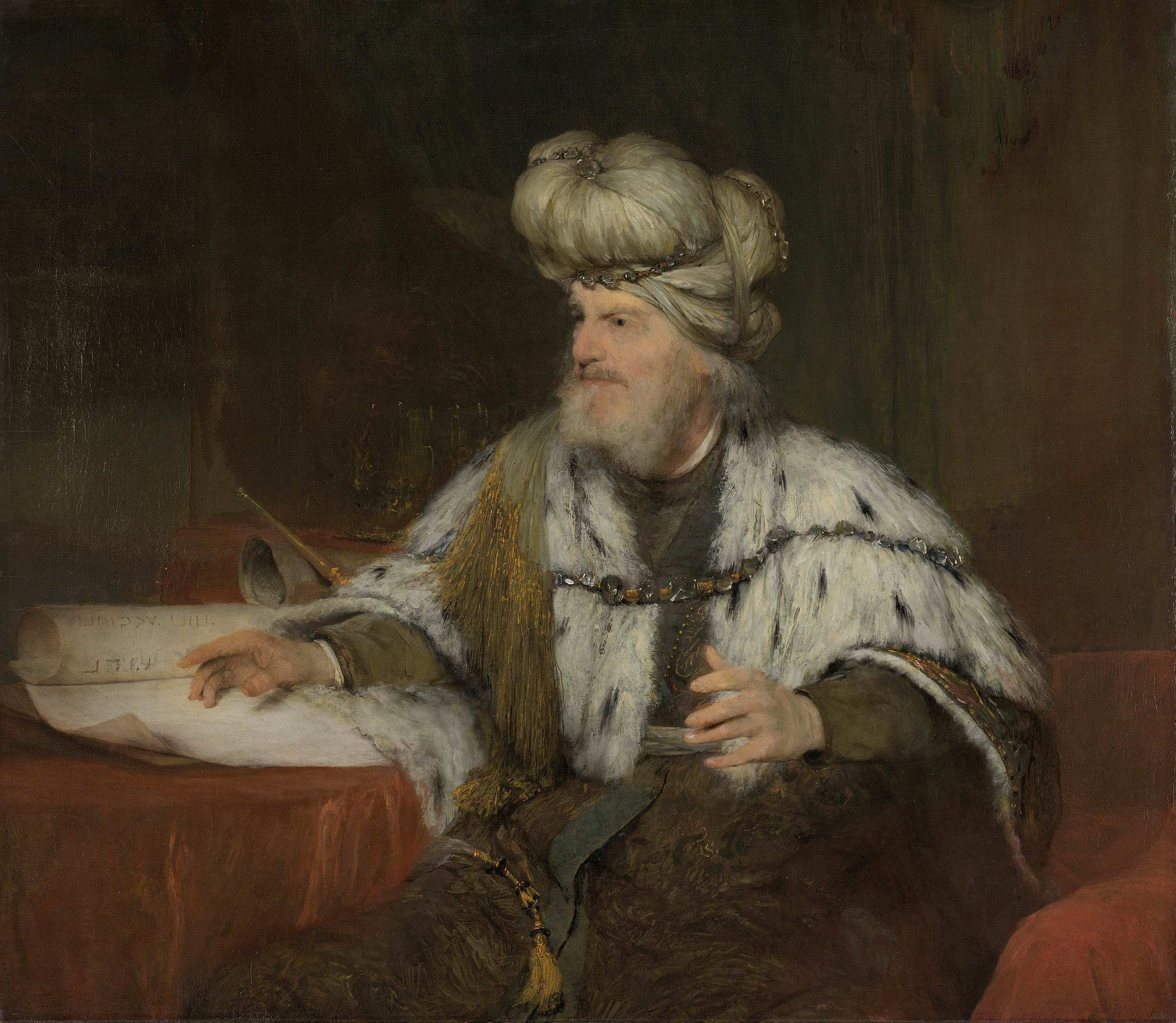
Aert de Gelders oljemålning "Kung David, Rijksmuseum, Amsterdam

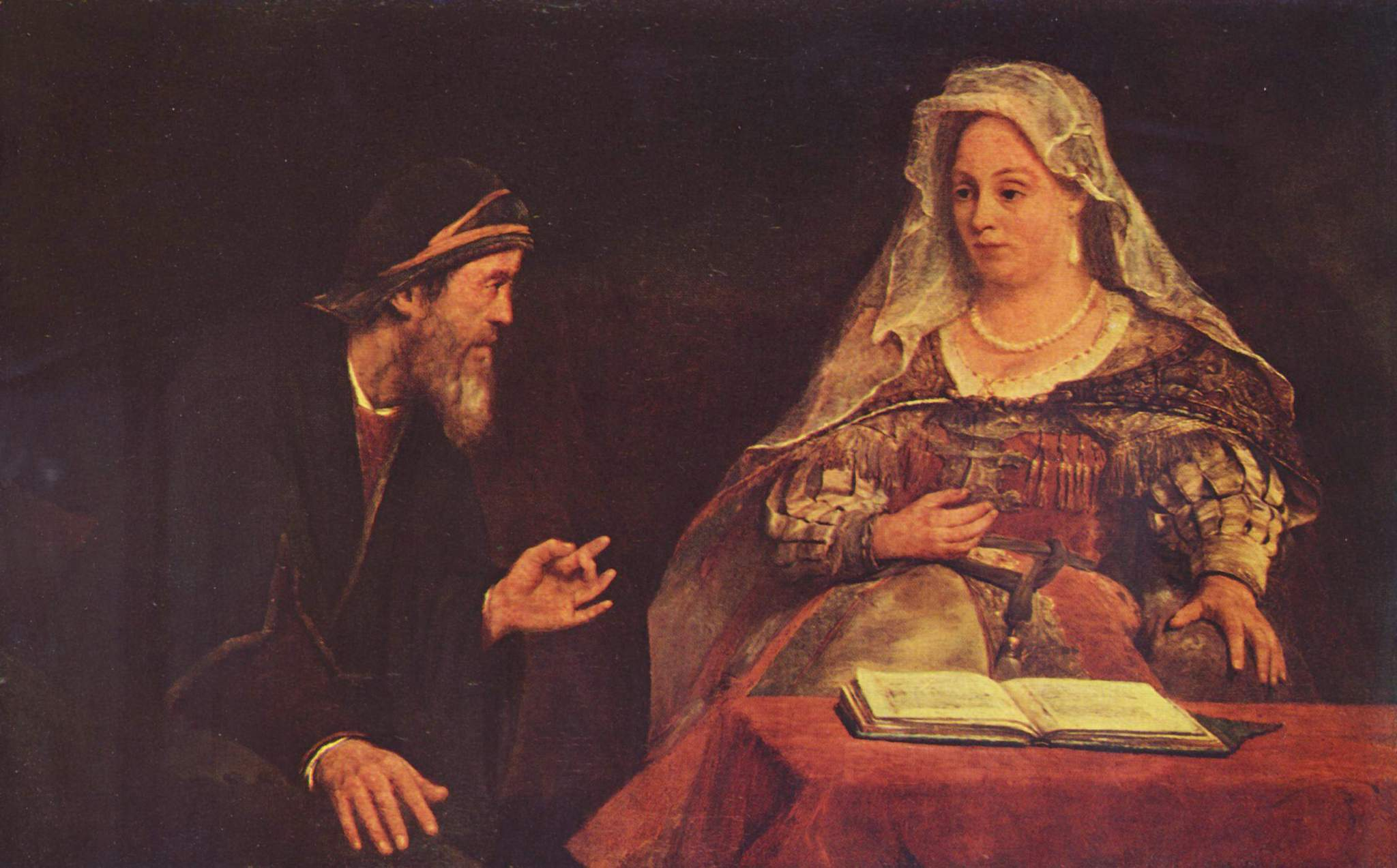
"Aert de Gelders oljemålning "Ester och Mordekai"

Aert de Gelder, född 26 oktober 1645 i Dordrecht och död 27 augusti 1727 i Dordrecht, var en holländsk konstnär.
De Gelder var verksam i Dordrecht utom några år på 1660-talet, då han studerade hos Rembrandt i Amsterdam. Man målade främst orientaliska och bibliska motiv i med starka färgkontraster och livlig ljusverkan. I Kunstmuseet, Köpenhamn finns två av hans oljemålningar. Bland hans viktigaste verk märks två scener ur kristi lidande, den ena finns i Amsterdam och den andra i Dresden. Andra viktiga verk är en modellscen i målarens ateljé som finns i Frankfurt am Main. De Gelder finns även representerad i enskilda samlingar i Sverige.